# Операция Пуэрто

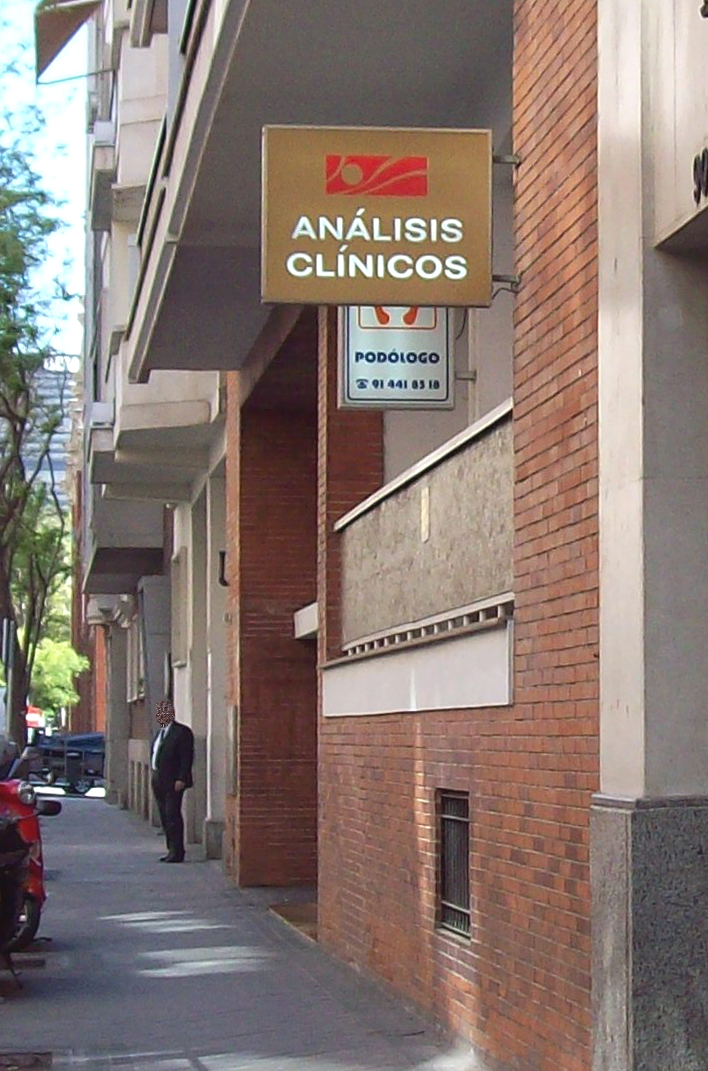
Одна из мадридских лабораторий, где был проведён обыск

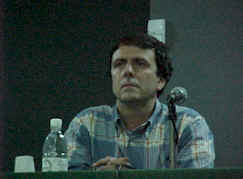
Эуфемиано Фуэнтес

Операция Пуэрто (исп. Operación Puerto) — кодовое название расследования, проведённого испанской полицией в отношении допинговой системы в велоспорте под руководством доктора Эуфемиано Фуэнтеса. В мае 2006 года были проведены аресты и обыски, в результате которых полиция обнаружила запасы запрещённых в спорте высших достижений веществ, предназначенных в основном профессиональным велогонщикам. Десятки гонщиков находились под подозрением в употреблении допинга, доказать которое удалось лишь у нескольких спортсменов. В их числе победители всех трёх супермногодневок Иван Бассо, Алехандро Вальверде и Ян Ульрих, а также теннисист Рафаэль Надаль. Операция нанесла удар по велоспорту: стало понятно, что допинг-пробы определяют лишь малую часть нечестных гонщиков; из-за уменьшившейся аудитории болельщиков некоторые регулярные велогонки были отменены, а спонсоры покинули вид спорта.

## История
В марте 2004 года испанский велогонщик Хесус Мансано рассказал газете As, что в своей прошлой команде Kelme принимал допинг. Он описал своё применение допинга кровью, эритропоэтина и гормона роста; рассказал, как при приёме запрещённых веществ оставаться «чистым» на допинг-контроле. Интервью привело к вызову и допросу испанской полицией врачей: действующего врача Kelme Эуфемиано Фуэнтеса, бывшего — Вальтера Виру, и Альфредо Кордовы из Liberty Seguros, в прошлом году также работавшего в Kelme. Общественный резонанс вскоре сошёл на нет, в то время как полиция продолжала расследование; в начале 2006 года манипуляциями Фуэнтеса с наркотическими веществами заинтересовалась испанская жандармерия.
22 мая 2006 года жандармерией были арестованы 5 человек, включая спортивного директора Liberty Seguros-Würth Маноло Сайса и доктора Фуэнтеса. Тогда же был проведён ряд рейдов на связанные с ними лаборатории, где были обнаружены тысяча доз анаболических стероидов, 100 пакетов кровяных продуктов, а также аппараты для их синтезирования и переливания. Жандармерия также обнаружила списки с кодовыми именами спортсменов, которым предназначались эти вещества. От Liberty Seguros-Würth отказались оба генеральных спонсора, и команду купила группа казахстанских компаний, переименовавших её в Astana Team.
С началом лета скандал продолжил набирать обороты и перекинулся на другие команды, так как журналисты получили имена сотрудничавших с Фуэнтесом гонщиков. Phonak отстранила от соревнований Хосе Энрике Гутьерреса, только что ставшего 2-м на Джиро д’Италия, и Сантьяго Ботеро. T-Mobile-Team, за которую ранее выступал Ботеро, заставила своих гонщиков подписаться под заявлением, что они никогда не работали с Фуэнтесом. Организаторы Тур де Франс 2006 сняли с гонки Astana Team и Comunidad Valenciana (бывшая Kelme). Astana оспорила это решение в спортивном арбитражном суде, и выиграла дело. El Pais опубликовала список клиентов Фуэнтеса из 58 гонщиков. Впервые с военного 1937 года не был определён чемпион Испании: проехав полкилометра, гонщики остановились в знак протеста против этой публикации. Присутствовавший в этом списке Ян Ульрих заявил о намерении подать в суд на газету. T-Mobile отстранила от соревнований немца и другого своего гонщика из списка, Оскара Севилью.
Иван Бассо и Франсиско Мансебо также попали в список и были сняты с Тура своими командами, Team CSC и AG2R Prévoyance. Amaury Sport Organisation потребовала снять всех запятнанных гонщиков, и у Astana Team не хватило спортсменов для старта в Гранд Туре. Во время Тур де Франс T-Mobile уволила Ульриха, Севилью и спортивного директора Руди Певенажа. Скандал привёл к тому, что в гонке не стартовали 5 лучших гонщиков предыдущего Тура (действующий победитель Лэнс Армстронг завершил карьеру). Это не помогло — после гонки её новый чемпион Флойд Лэндис из Phonak был пойман на положительном допинг-тесте и лишён титула. Он перешёл к Оскару Перейро, который в прошлом сезоне выступал за Phonak и также находился под подозрением. Только через несколько лет стало известно, что кличка «Урко» в документах Фуэнтеса принадлежит не Перейро, а чемпионке мира по лёгкой атлетике Марте Домингес. Кроме неё услугами Фуэнтеса пользовались ещё многие легкоатлеты, футболисты и теннисисты, однако улик против них было меньше, чем против велогонщиков. Второе место на Туре перешло к Андреасу Клёдену; через 3 года независимая комиссия сообщила, что накануне гонки в Университетской клинике Фрайбурга ему была проведена гемотрансфузия.
26 июля 2006 года испанский суд оправдал пятерых гонщиков «Астаны» из списка Фуэнтеса, включая Альберто Контадора и Хосебу Белоки. Организаторы Вуэльты отозвали приглашение Comunidad Valenciana, однако Astana Team была к старту допущена. Казахстанцы проехали гонку так успешно, как никогда больше: Александр Винокуров выиграл Вуэльту и 3 этапа; Андрей Кашечкин — 1 этап и 3-е подиумное место. После 15-го этапа они не явились на допинг-контроль. После завершения сезона руководство «Астаны» решило дистанцироваться от скандалов: распустило команду, и тут же собрало на основе тех же гонщиков новую с тем же названием. Тем же межсезоньем участь расформирования постигла также Comunidad Valenciana и Phonak. Летом 2007 года Винокуров и Кашечкин были пойманы на гемотрансфузии и дисквалифицированы на 2 года. Поднявшийся на вторую ступень подиума Алехандро Вальверде присутствовал в списках Фуэнтеса под именем Вальв, однако долгое время ему удавалось избежать наказания. Он даже успел выиграть Вуэльту Испании 2009, прежде чем в 2010 году испанца дисквалифицировали на 2 года, сравнив его ДНК с кровью из лаборатории Фуэнтеса.
В октябре 2006 года Иван Бассо и Ян Ульрих были оправданы судами Италии и Испании. Однако позже итальянская полиция сумела добыть кровь обоих гонщиков для анализа ДНК и нашла соответствие с кровью в лаборатории Фуэнтеса. Ульрих зимой 2007 года поспешил объявить о завершении карьеры. Он продолжил отрицать все обвинения, хотя в Мадриде было найдено сразу 9 пакетов его крови. В 2012 году немец всё же был дисквалифицирован Спортивным арбитражным судом. Бассо утверждал, что допинг никогда не принимал, а только собирался сделать это перед Тур де Франс 2006; весной 2007 года он был дисквалифицирован на 2 года. Кроме них признали свою вину (также после идентификации их крови в лаборатории Фуэнтеса) и подверглись дисквалификации Микеле Скарпони (1,5 года дисквалификации) и Йорг Якше (1 год). Джампаоло Карузо был дисквалифицирован Итальянским олимпийским комитетом на 2 года, но оправдан арбитражным судом. В отличие от дисквалификации за положительный допинг-тест, дисквалификация по делу Пуэрто не лишила гонщиков никаких титулов. Испанские судебные инстанции закрывали и вновь открывали процесс; осенью 2010 года было объявлено, что вскоре вещественные доказательства будут уничтожены, и дело — окончательно закрыто. В 2011 году испанские власти решили начать судебное преследование других участников скандала — врачей и менеджеров велокоманд.

## Велогонщики
Большинство велогонщиков в документации Фуэртеса значились под кодовыми именами (многие из них явно указывали на обладателя) и иногда под порядковыми номерами; значительная часть гонщиков Liberty Seguros и Comunitat Valenciana отмечались реальными именами. Испанская жандармерия сумела идентифицировать большинство из них, но лишь шестеро были признаны виновными в применении допинга: в основном те, чья кровь для будущей трансфузии была найдена в обысканных лабораториях. Пятеро из них (кроме Вальверде) были осуждены испанским судьёй Антонио Серрано.

### Признанные виновными
| №  | Настоящее имя       | Команда          | Кодовое имя                   | Подтверждение            | Наказание                            |
| -- | ------------------- | ---------------- | ----------------------------- | ------------------------ | ------------------------------------ |
| 1  | Ян Ульрих           | T-Mobile         | Ян, Йо, Сын Руди              | Прокуратура Бонна        | Завершил карьеру                     |
| 2  | Иван Бассо          | CSC              | Бирильо                       | CONI                     | 2 года дисквалификации               |
| 18 | Алехандро Вальверде | Caisse d’Epargne | Вальв, Пити                   | CONI                     | 2 года дисквалификации               |
| 20 | Йорг Якше           | Liberty Seguros  | Белла, Йорге, ЙЯ, Вайнс, Ванс | Чистосердечное признание | 1 год дисквалификации                |
| 32 | Микеле Скарпони     | Liberty Seguros  | Сапатеро, Президенте          | CONI                     | 1,5 года дисквалификации             |
|    | Джампаоло Карузо    | Liberty Seguros  | настоящее имя                 | CONI                     | 2 года дисквалификации, оправдан САС |

### Идентифицированные
| №    | Настоящее имя              | Команда                                                     | Кодовое имя                    | Ссылки                      |
| ---- | -------------------------- | ----------------------------------------------------------- | ------------------------------ | --------------------------- |
| 3, 4 | Сантьяго Ботеро            | Phonak                                                      | Сансоне, Николь                | [ 22 ] [ 23 ] [ 24 ] [ 25 ] |
| 5    | Оскар Севилья              | T-Mobile                                                    | Севильяно                      | [ 22 ] [ 24 ]               |
| 6    | Санти Перес                | Phonak (дисквалифицирован в 2004 году)                      | Санти-П, Санти ПС, С.Пере      | [ 23 ]                      |
| 7    | Унай Оса                   | Liberty Seguros                                             | УНА, 1ай                       | [ 23 ] [ 24 ]               |
| 8    | Айтор Оса                  | Liberty Seguros                                             | АТР ОС                         | [ 23 ] [ 24 ]               |
| 11   | Тайлер Хэмилтон            | Phonak (дисквалифицирован в 2004 году)                      | 4142, ХМЛТН                    | [ 23 ]                      |
| 12   | Хосе Энрике Гутьеррес      | Phonak                                                      | Буфало, Гути, Каталан          | [ 22 ] [ 23 ] [ 24 ] [ 25 ] |
| 13   | Маркос Серрано             | Liberty Seguros                                             | Алькальде, МС, СРР             | [ 23 ] [ 24 ] [ 25 ]        |
| 14   | Роберто Эрас               | Liberty Seguros (дисквалифицирован в 2005 году)             | РЭ                             | [ 23 ] [ 25 ]               |
| 16   | Анхель Висиосо             | Liberty Seguros                                             | АВ, Всс, Вис                   | [ 24 ] [ 25 ]               |
| 17   | Франсиско Мансебо          | Ag2r                                                        | Пако, Гоку                     | [ 24 ]                      |
| 19   | Константино Сабалья        | Caisse d’Epargne                                            | Фалья                          | [ 22 ] [ 24 ]               |
|      | Марко Пантани              | Умер в 2004 году, до этого Mercatone Uno                    | ПТНИ                           | [ 24 ]                      |
|      | Анхель Эдо                 | Andalucía Paul Versan                                       | Эдо                            | [ 24 ]                      |
|      | Хесус Эрнандес             | Liberty Seguros                                             | Эдес                           | [ 24 ]                      |
|      | Давид Эчебаррия            | Liberty Seguros                                             | ЭЧБ                            | [ 24 ]                      |
|      | Хосеба Белоки              | Liberty Seguros                                             | ХБ, БЛК, настоящее имя         | [ 24 ] [ 25 ] [ 25 ]        |
|      | Игор Гонсалес де Гальдеано | Завершил карьеру в 2005 году, до этого Liberty Seguros      | ИГ, настоящее имя              | [ 25 ]                      |
|      | Альберто Контадор          | Liberty Seguros                                             | АК, настоящее имя              | [ 25 ]                      |
|      | Аллан Дэвис                | Liberty Seguros                                             | АД, настоящее имя              | [ 25 ]                      |
|      | Исидро Носаль              | Liberty Seguros                                             | настоящее имя                  | [ 23 ] [ 25 ]               |
|      | Дариуш Барановски          | Liberty Seguros                                             | настоящее имя                  | [ 25 ]                      |
|      | Нуну Рибейру               | Liberty Seguros                                             | настоящее имя                  | [ 25 ]                      |
|      | Сержиу Паулинью            | Liberty Seguros                                             | настоящее имя                  | [ 25 ]                      |
|      | Луис Леон Санчес           | Liberty Seguros                                             | настоящее имя                  | [ 25 ]                      |
|      | Рене Андрле                | Liberty Seguros                                             | настоящее имя                  | [ 25 ]                      |
|      | Ян Хрушка                  | Liberty Seguros                                             | настоящее имя                  | [ 25 ]                      |
|      | Кольдо Хиль                | Saunier Duval-Prodir, до этого Liberty Seguros              | настоящее имя                  | [ 25 ]                      |
|      | Карлос Сарате              | Saunier Duval-Prodir, до этого Comunitat Valenciana         | Сарате                         | [ 24 ]                      |
|      | Хавьер Паскуаль Льоренте   | Comunitat Valenciana                                        | Льоренте                       | [ 24 ]                      |
|      | Дави Бланко                | Comunitat Valenciana                                        | Бланко, настоящее имя          | [ 24 ]                      |
|      | Эладио Хименес             | Comunitat Valenciana                                        | Эладио                         | [ 24 ]                      |
|      | Хавьер Паскуаль Родригес   | Comunitat Valenciana                                        | П. Родригес, Паскуаль Родригес | [ 24 ]                      |
|      | Давид Бернабеу             | Comunitat Valenciana                                        | Бернабеу                       | [ 24 ]                      |
|      | Рубен Пласа                | Comunitat Valenciana                                        | Рубен, настоящее имя           | [ 24 ]                      |
|      | Давид Латаса               | Comunitat Valenciana                                        | Латаса                         | [ 24 ]                      |
|      | Карлос Гарсия Кесада       | Comunitat Valenciana                                        | Карлос, Карлос Гарсия          | [ 24 ]                      |
|      | Франсиско Кабельо          | Comunitat Valenciana                                        | Кабельо                        | [ 24 ]                      |
|      | Хосе Луис Мартинес         | Comunitat Valenciana                                        | Мартинес                       | [ 24 ]                      |
|      | Висенте Бальэстер          | Comunitat Valenciana                                        | Бальэстер                      | [ 24 ]                      |
|      | Хосе Адриан Бонилья        | Comunitat Valenciana                                        | Бонилья Альфредо               | [ 24 ]                      |
|      | Мануэль Льорет             | Comunitat Valenciana                                        | Льорет                         | [ 24 ]                      |
|      | Антонио Ольмо              | Comunitat Valenciana                                        | Ольмо                          | [ 24 ]                      |
|      | Адольфо Гарсия Кесада      | Comunitat Valenciana                                        | Фито                           | [ 24 ]                      |
|      | Хавьер Черро               | Comunitat Valenciana                                        | Черро                          | [ 24 ]                      |
|      | Хуан Гомис                 | Comunitat Valenciana                                        | настоящее имя                  | [ 24 ]                      |
|      | Анхель Касеро              | Завершил карьеру в 2005 году, до этого Comunitat Valenciana | Касеро                         | [ 24 ]                      |

Также были идентифицированы некоторые работники команд:
- Маноло Сайс, генеральный менеджер Liberty Seguros[25].
- Хосе Игнасио Лабарта, тренер Comunitat Valenciana[22][23][25].
- Альваро Пино, спортивный директор Comunitat Valenciana и Phonak[23].
- Иоланда Фуэнтес, врач Comunitat Valenciana и сестра Эуфемиано Фуэнтеса[24].
- Висенте Бельда, директор Comunitat Valenciana[24].
- Руди Певелаж, спортивный директор T-Mobile и личный ассистент Яна Ульриха[25][26].

### Неидентифицированные
| №   | Кодовое имя        | Год сотрудничества | Примечание |
| --- | ------------------ | ------------------ | --- |
| 9   | Урко               | 2004               | Урко — собака из галисийской мифологии, и долгое время считалось, что под этим именем скрывается гонщик из Галисии. В декабре 2010 года были оглашены результаты операции Борзая, выявившей соответствие имени и кастильской легкоатлетки Марты Домингес.  |
| 10  | Роса               |                    | |
| 15  | Сесар              | 2004, 2005         | |
| 24  | Класикомано Луиджи | 2006               | |
| 25  | Друг Бирильо       |                    | Ссылка на уже идентифицированного Бассо говорила, что гонщик скорее всего также из Team CSC. Итальянская полиция выяснила, что таким гонщиком является Франк Шлек, перечисливший 6200 евро на счёт Фуэнтеса, но продолживший отрицать знакомство с врачом. |
| 26  | Уэрта              | 2006               | |
| 33  | Класикомано        | 2003               | |
| 101 | -                  |                    | |
|     | Ковбой             | 2003               | |
|     | Пантикоса          | 2003               | Пантикоса — населённый пункт на границе Испании и Франции. |
|     | Паваротти          | 2003               | Марио Чиполлини, по данным La Repubblica. |
|     | Пепито             | 2003               | |
|     | Обеликс            | 2003               | |
|     | Нибелунго          | 2003               | |
|     | ЛАС                | 2003               | |
|     | Мария              | 2002, 2003, 2004   | Считается, что Мария — второе имя гонщика. Им может быть спровоцировавший операцию Хесус Мансано или умерший в декабре 2003 года Хосе Мария Хименес. |
|     | Мари               | 2006               | Трижды переливал кровь в начале 2006 года, когда жандармерия уже начала следить за Фуэнтесом. |
|     | Роса               | 2003, 2004         | |
|     | МЦД                | 2005               | Судя по всему, Эдди Маццолени, дисквалифицированный в 2008 году после итальянской операции Нефть в обмен на наркотики. |
|     | Хемма              |                    | |
|     | АНА                |                    | |
|     | КФА                |                    | |
|     | Софа               |                    | |
|     | Тонанте            | 2005               | Скорее всего, бегун на средние дистанции. |
|     | Тор                |                    | |
|     | Гури               |                    | |
|     | Ури                |                    | |
|     | Асуль              |                    | |
|     | Милан              |                    | |
|     | Кабрантауэсос      |                    | Скорее всего, гонщик из Арагона. |

## Другие виды спорта
Фуэнтеса возмутило, что СМИ раскручивают применение допинга исключительно его клиентами-велогонщиками, в то время как он много работал также с футболистами, теннисистами и легкоатлетами. По сообщению IAAF в июле 2006 года, документы Фуэнтеса не содержат упоминаний легкоатлетов. Хесус Мансано заявил, что встречал в офисе Фуэнтеса известных испанских футболистов. Президент ФИФА Зепп Блаттер выказал заинтересованность в получении документации по этому делу. Французская газета Le Monde утверждала, что имеет информацию о сотрудничестве Фуэнтеса и ведущих испанских футбольных клубов, включая «Реал Мадрид» и «Барселону», однако дальнейшей информации не опубликовала. В 2009 году по иску «Барселоны» Le Monde была оштрафована за клевету на 300 тысяч евро, после апелляции сумма была сокращена до 15 тысяч.